# Petter Jonsson
Petter "PJ" Jonsson (ur. 12 października 1984 w Jämjö) – szwedzki siatkarz specjalizujący się w siatkówce plażowej. Reprezentuje klub KFUM Karlskrona.
27-go lipca 2008 r. w parze z Marcusem Nilssonem, wywalczył tytuł mistrza Szwecji w tej dyscyplinie.

## Sukcesy
- Mistrz Szwecji w Siatkówce plażowej (2008)